# کنت‌نشین پرتغال
کنت‌نشین پرتغال (به پرتغالی: Condado de Portugal, Condado Portucalense, Condado de Portucale) یا پرتغالیا اشاره به دو کنت‌نشین قرون وسطایی متوالی در منطقه اطراف براگا و پورتو دارد که مناطق شمال پرتغال کنونی را در بر می‌گیرد. در این کنت‌نشین هویت مردم پرتغال شکل گرفته‌است. نخستین کنت‌نشین از اواسط قرن نهم تا اواسط قرن یازدهم به عنوان دست‌نشانده پادشاهی آستوریاس و بعداً پادشاهی‌های گالیسیا و لئون وجود داشت و در نتیجه شورش از بین رفت. پس از آن یک کنت‌نشین بزرگتر به همین نام در اواخر سده یازدهم تأسیس شد و سپس در اواسط قرن سده به پادشاهی مستقل پرتغال تبدیل شد.